# أسامة بن محمد الشعيبي
أسامة بن محمد الشعيبي (ولد في الرياض، 28 نوفمبر 1962) هو سفير خادم الحرمين الشريفين لدى إندونيسيا سابقاً وعُيّن في 20 سبتمبر 2016، وقد كان ملحقا عسكريا لدى إندونيسيا وماليزيا وسنغافورة.درس المرحلة الابتدائية والمتوسطة والثانوية بالرياض ثم حصل على بكالوريوس رياضيات من جامعة CSU (سينتيرال ستيت أوهايو) بولاية أوهايو بالولايات المتحدة الأمريكية.

## الدورات التدريبية
- إدارة مشاريع للمحترفين
- البحث والتحليل / أستراليا
- علم التعمية وأمن المعلومات
- (17) دورة عسكرية تخصصية

## خدماته
(1410-1432هـ) ضابط بالقوات المسلحة السعودية شغل خلالها:
1. مختص منطقة
2. مدير قسم العمليات
3. مدير القسم المالي
4. مدير الشئون الإدارية

(1422-1437هـ) ملحق عسكري لدى إندونيسيا وماليزيا وسنغافورة

## مشاركته في المؤتمرات والندوات
1. معرض لانكاوي البحري والجوي الدولي عام 2013م (لانكاوي-ماليزيا)
2. المؤتمر البحري والدفاعي الدولي عام 2013م (سنغافورة)
3. ندوة الأمن البحرية الدولية وتمارين القوات البحرية الإندونيسية عام 2013م (جاكرتا-إندونيسيا)
4. المؤتمر السنوي الـ4 – سفن الدوريات البحرية لآسيا والمحيط الهادي عام 2014م (سنغافورة)
5. الحوار الدفاعي الدولي بجاكرتا عام 2014م (جاكرتا- إندونيسيا)
6. مؤتمر اتصالات الأقمار الصناعية العسكرية لآسيا والمحيط الهادي عام 2014م (سنغافورة)
7. المؤتمر السنوي الـ20 للرابطة الدولية لمراكز تدريب حفظ السلام عام 2014م (جاكرتا-إندونيسيا)
8. المؤتمر العالمي لمكافحة الإرهاب عام 2015م (ميدان-إندونيسيا)

الأنواط والأوسمة: (الأمن – الإدارة – الخدمة - المئوية - القيادة – الإتقان – التحرير – الكويت – المعركة)

## الشكر والتقدير
- وسام التفاني الدفاعي (منح من وزير الدفاع الإندونيسي)
- شكر من رئيس هيئة الأركان السعودي
- شكر من قائد القوات البرية
- (15) خطاب شكر من قادة عسكريين